# فرودگاه پلستسی
فرودگاه پلستسی (به روسی: Плесцы) یا پرو (به روسی: Перо، آوانگاری: به معنی پدر) فرودگاهی واقع در ۱۰ کیلومتری شرق پلستسک در کشور روسیه است.